# 道の駅発酵の里こうざき

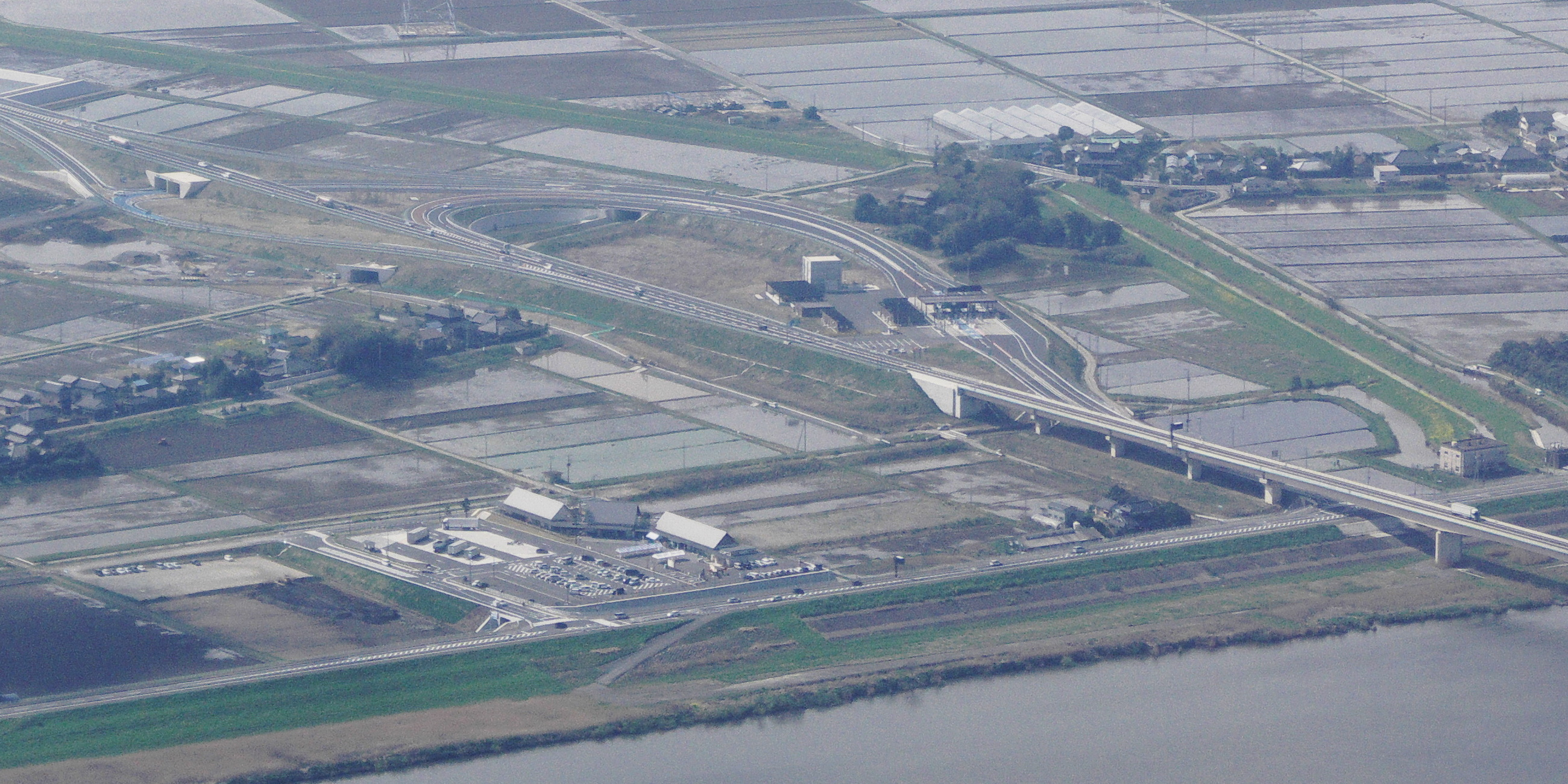
空から見る道の駅と神崎IC

道の駅発酵の里こうざき（みちのえき・はっこうのさとこうざき）は、千葉県香取郡神崎町にある道の駅である。

## 概要

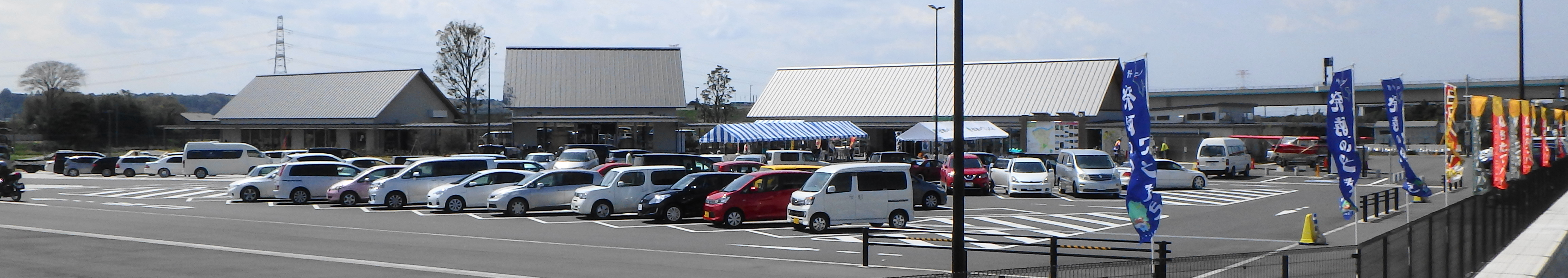
全景

日本酒や味噌などの醸造業が盛んな地域に立地しており、それらを含む発酵食品の展示販売施設「発酵市場」が中核である。
この「発酵市場」は、醸造所の蔵を模した木造平屋・一部鉄骨2階建てで、地元の特産物である日本酒や味噌、醤油を販売しており、全国の地酒などを含めて発酵食品約300種類を取り扱っている。
また、「カフェ&レストラン」でも「鯖の味噌煮」や「豚肉のみそ麹焼き」などの発酵食品を使った定食が提供されるなど、地元の発酵食品をPRする施設となっている。
その他にも、地元の農産物を販売する「新鮮市場」やコンビニなども併設されている。
さらに、近くに自転車道があることから、自転車での利用者などを想定した有料のシャワー室も設置された。

## 沿革
- 2014年（平成26年）10月10日 - 道の駅に登録される。
- 2015年（平成27年）1月30日 - 「町の資産の発酵文化を道の駅を核として世界に発信 圏央道と国道の両方からアクセスできるゲートウェイ」を理由として、重点「道の駅」に選定される[3]。

## 施設
- 駐車場：75台[2][4]
  - 大型車：23台
  - 小型車：50台
  - 身障者用：2台
- トイレ：29器[4]
  - 男：15器
  - 女：12器
  - 身障者用：2器
- 情報提供施設
- イベント広場
- 新鮮市場[1]（9:00 - 18:00）
- 発酵市場[1][2]（9:00[2] - 18:00[2]）
- カフェ＆レストラン（カフェ:9:00 - 19:00）
- コンビニエンスストア（ファミリーマート、24時間営業[1][2]）

## アクセス
- 町道松崎356号線
- バス停
  - 神崎町循環バス「道の駅 発酵の里こうざき」
  - 千葉交通 高速バス 利根ライナー　佐原ルート「発酵の里こうざき」

## 周辺
- 国道356号（利根水郷ライン）
- 圏央道 神崎IC[1][2]
- 利根川
- 神崎大橋